# Rinus Bennaars
Marinus Apolonia Bennaars detto Rinus (Bergen op Zoom, 14 ottobre 1931 – Bergen op Zoom, 8 novembre 2021) è stato un calciatore olandese, di ruolo centrocampista.

## Palmarès

### Club

#### Competizioni nazionali
- Campionato olandese: 2

Feyenoord: 1960-1961, 1961-1962